# Рязань (футбольный клуб, 1995)
«Ряза́нь» — российский футбольный клуб из одноимённого города.

## Прежние названия
- 1995—1999, 2001 — «Агрокомплект».
- 2000, по 5 октября — «Спартак».
- 2000, 2002—2006 — «Рязань-Агрокомплект».
- 2007—2009 — «Рязань».

## История
Команда была основана в октябре 1995 года как любительский мини-футбольный клуб. Название было дано по месторасположению офиса одного из основателей — базы снабжения «Агрокомплект». В декабре того же года команда выиграла своё первое соревнование — мини-футбольный чемпионат Рязанской области.
В сезоне 2000 года клуб перешёл во второй дивизион, заняв место прекратившего существование рязанского «Спартака».
В марте 2010 года правительство Рязанской области обратилось в Ассоциацию ПФЛ с просьбой об исключении ООО «ФК „Рязань“» из состава членов Ассоциации. Решением Совета Лиги Ассоциации ПФЛ клуб был исключен из состава членов Ассоциации. Из клуба были уволены футболисты и начата процедура банкротства. Решением Правительства Рязанской области было создано Государственное автономное учреждение Рязанской области «Футбольный клуб „Звезда“». Правительство Рязанской области вышло в Ассоциацию ПФЛ с просьбой о включении ГАУ РО «ФК „Звезда“» в состав членов Ассоциации для участия в Первенстве России по футболу 2010 года во 2 дивизионе зоны «Центр».

## Достижения
- Серебряный призёр зоны «Центр» Второго дивизиона: 2005

### Результаты выступлений
| Сезон | Дивизион                      | Место | И  | В  | Н  | П  | М      | О  | Кубок                     | Примечания |
| ----- | ----------------------------- | ----- | -- | -- | -- | -- | ------ | -- | ------------------------- | --- |
| 1996  | Чемпионат Рязани              | 1     |    |    |    |    |        |    |                           | |
| 1997  | Чемпионат Рязанской области   | 1     | 32 | 28 | 1  | 3  | 122-20 | 85 | 1/2 кубка области         | Обладатель Суперкубка области |
| 1998  | Чемпионат Рязанской области   | 2     | 22 | 17 | 3  | 2  | 69-9   | 54 | 1/4 кубка области         | |
| 1999  | КФК, зона «Золотое Кольцо»    | 5     | 22 | 9  | 5  | 8  | 18-23  | 32 | 1/4 кубка Золотого кольца | ▲ Переход во второй дивизион |
| 2000  | Второй дивизион, зона «Центр» | 14    | 38 | 11 | 10 | 17 | 25-35  | 43 | 1/256                     | |
| 2001  | Второй дивизион, зона «Центр» | 11    | 38 | 11 | 13 | 14 | 36-35  | 46 | 1/128                     | |
| 2002  | Второй дивизион, зона «Центр» | 7     | 38 | 14 | 11 | 13 | 42-34  | 53 | 1/32                      | |
| 2003  | Второй дивизион, зона «Центр» | 4     | 36 | 19 | 7  | 10 | 42-23  | 64 | 1/256                     | |
| 2004  | Второй дивизион, зона «Центр» | 6     | 32 | 12 | 7  | 13 | 42-33  | 43 | 1/256                     | В 2004, 2006—2008 годах в Первенстве ЛФЛ (зонах «Золотое кольцо» (2004) и «Московская область»), а также в 2006—2008 годах в кубке России среди ЛФК (в зоне «Московская область») играла команда «Рязань-Агрокомплект-2»/«Рязань-Агро-2»/«Рязань-2» |
| 2005  | Второй дивизион, зона «Центр» | 2     | 34 | 24 | 8  | 2  | 76-18  | 80 | 1/128                     | В 2004, 2006—2008 годах в Первенстве ЛФЛ (зонах «Золотое кольцо» (2004) и «Московская область»), а также в 2006—2008 годах в кубке России среди ЛФК (в зоне «Московская область») играла команда «Рязань-Агрокомплект-2»/«Рязань-Агро-2»/«Рязань-2» |
| 2006  | Второй дивизион, зона «Центр» | 4     | 34 | 17 | 10 | 7  | 48-30  | 61 | 1/128                     | В 2004, 2006—2008 годах в Первенстве ЛФЛ (зонах «Золотое кольцо» (2004) и «Московская область»), а также в 2006—2008 годах в кубке России среди ЛФК (в зоне «Московская область») играла команда «Рязань-Агрокомплект-2»/«Рязань-Агро-2»/«Рязань-2» |
| 2007  | Второй дивизион, зона «Центр» | 4     | 30 | 18 | 7  | 5  | 51-19  | 61 | 1/128                     | В 2004, 2006—2008 годах в Первенстве ЛФЛ (зонах «Золотое кольцо» (2004) и «Московская область»), а также в 2006—2008 годах в кубке России среди ЛФК (в зоне «Московская область») играла команда «Рязань-Агрокомплект-2»/«Рязань-Агро-2»/«Рязань-2» |
| 2008  | Второй дивизион, зона «Центр» | 8     | 34 | 12 | 11 | 11 | 39-34  | 47 | 1/256                     | В 2004, 2006—2008 годах в Первенстве ЛФЛ (зонах «Золотое кольцо» (2004) и «Московская область»), а также в 2006—2008 годах в кубке России среди ЛФК (в зоне «Московская область») играла команда «Рязань-Агрокомплект-2»/«Рязань-Агро-2»/«Рязань-2» |
| 2009  | Второй дивизион, зона «Центр» | 8     | 32 | 13 | 6  | 13 | 39-34  | 45 | 1/128                     | В 2004, 2006—2008 годах в Первенстве ЛФЛ (зонах «Золотое кольцо» (2004) и «Московская область»), а также в 2006—2008 годах в кубке России среди ЛФК (в зоне «Московская область») играла команда «Рязань-Агрокомплект-2»/«Рязань-Агро-2»/«Рязань-2» |

## Рекорды клуба
- Рекордсмен клуба по количеству игр — Дмитрий Аксёнов (169 матчей)
- Лучший снайпер команды — Владислав Майоров (95 голов).
- Лучший снайпер команды за сезон — Владислав Майоров (25 мячей, 2003 год).

## Бюджет
- По неофициальным данным бюджет клуба на 2009 год составлял 27 миллионов рублей.

## Известные игроки
- Василий Баранов
- Евгений Савин
- Дмитрий Пятибратов

## Главные тренеры клуба
| Главный тренер   | С | Период    |
| ---------------- | - | --------- |
| Максим Ушмаров   |   | 1995—1996 |
| Сергей Андреев   |   | 1996—1997 |
| Валерий Бахмутов |   | 1998      |
| Валерий Бахмутов |   | 2002      |
| Гарник Авалян    |   | 2002—2006 |
| Владимир Ковылин |   | 2007—2008 |
| Гарник Авалян    |   | 2008—2009 |